# Нурмухаммедов, Амангельды Бегмурадович
Амангельды Бегмурадович Нурмухаммедов (род. 1973,  Туркменская ССР, СССР) — российский серийный убийца, гражданин Туркменистана, совершивший 6 убийств с мая по декабрь 1994 года и в 2010 году на территории городов Саратов и Энгельс. Дело Нурмухаммедова в очередной раз вызвало дискуссию о предполагаемой бесперспективности современных методов лечения пациентов психиатрических клиник, совершивших в прошлом насильственные преступления, и бесперспективности методов, направленных на реабилитацию осуждённых граждан в исправительных колониях, так как очередное убийство Амангельды Нурмухаммедов совершил спустя всего лишь 8 дней после освобождения из тюрьмы, где отбыл 15 лет лишения свободы.

## Биография

### Детство и юность
Амангельды Нурмухаммедов родился в 1973 году на территории Туркменской ССР. Имел брата. Детство и юность провёл в социально благополучной обстановке. Посещал школу, где преподавание велось на туркменском языке. В школе учился средне. Педагогическим коллективом характеризовался положительно. Отличался скромностью и трудолюбием, однако имел проблемы с коммуникабельностью в силу интровертности, вследствие чего не пользовался популярностью в округе и не имел успеха у женского пола. После окончания 8 класса родители Амангельды направили его в русскоязычную школу-интернат, которая располагалась в другом городе. В марте 1991 года Нурмухаммедов приехал к родителям на каникулы. Через несколько дней Амангельды вступил в драку со сверстниками, в которой ему с помощью топора нанесли тяжёлую черепно-мозговую травму, после чего его психическое состояние резко ухудшилось. Во время лечения ему установили в лобной части черепа пластину и присвоили 2 группу инвалидности по физическому здоровью. Из-за осложнений полученной травмы у него вскоре был диагностирован посттравматический энцефалит, вследствие чего он следующие несколько месяцев провёл в психиатрической больнице, откуда впоследствии был выписан с признаками деменции. После этого Нурмухаммедов потерял общую способность к обучаемости и к трудовой деятельности. В 1993 году он был осуждён за совершение кражи. По результатам судебно-медицинской экспертизы он был признан вменяемым и получил в качестве уголовного наказания три года лишения свободы. В начале 1994 года он вышел на свободу, получив условно-досрочное освобождение, после чего покинул территорию Туркменистана и переехал на заработки в Саратов, где уже проживал его брат. В Саратове Нурмухаммедов жил на нелегальном положении и испытывал трудности с жильём и трудоустройством, вследствие чего стал зарабатывать на жизнь кражами.

### Убийства в 1994 году
22 октября 1994 года Нурмухаммедов похитил 8-летнего Максима Т. Спустя два дня в почтовом ящике семьи похищенного мальчика Нурмухаммедов оставил записку с требованием заплатить ему в качестве выкупа за жизнь ребёнка 2 миллиона рублей. В противном случае Амангельды пригрозил убить мальчика. Инструкции по передаче денег он обещал сообщить дополнительно. Сотрудники милиции предложили родственникам Максима ждать, когда похититель назовёт время и место, куда нужно принести деньги. 29 октября того же года Амангельды оставил новое сообщение родителям ребёнка. Он предлагал оставить деньги под трубой отопления около одного из домов по улице Электронной, что родители вскоре сделали. Милиция устроила неподалёку от тайника с деньгами засаду, но Нурмухаммедов за деньгами не пришёл и в первых числах ноября убил мальчика.
24 декабря 1994 года Амангельды из двора дома № 11 по улице Перспективной похитил 6-летнего Александра Г. Родителям ребёнка он также оставил записку с требованием выкупа и указанием, когда и куда нужно принести 2 миллиона рублей, но перепутал почтовые ящики, вследствие чего письмо было обнаружено лишь спустя два дня. В ходе расследования один из друзей Александра Г. дал сотрудникам милиции описание Нурмухаммедова, который познакомился с детьми на стадионе и увёл мальчика с собой, пообещав ему много жвачки. Тела убитых детей были обнаружены в конце декабря того же года. Тело 6-летнего Саши Г. было обнаружено в подвале дома № 13 по улице Перспективной. На основании результатов судебно-медицинской экспертизы следствие установило, что Нурмухаммедов изнасиловал ребёнка, после чего зарезал. Тело Максима Т. было обнаружено в подвале дома на улице Электронной.
В ходе расследования убийств детей был составлен фоторобот Амангельды Нурмухаммедова. Оперативники уголовного розыска разработали операцию по его поимке под названием «Невод», в которой принимали участие правоохранительные органы Энгельса, Саратова и Саратовской области. В период с декабря 1994 по февраль 1995 года сотрудники уголовного розыска проверили и допросили несколько сотен бомжей, наркоманов, ранее судимых и других лиц, ведущих криминальный и маргинальный образ жизни. Нурмухаммедов был арестован 21 февраля 1995 года после того, как сержант роты ППС при Заводском РОВД Олег Егоров узнал о том, что в общежитии на территории Заводского района Саратова поселился человек азиатской внешности, который очень хорошо соответствовал фотороботу. У Нурмухаммедова, кроме справки из Энгельсского спецприёмника УВД, отсутствовали практически все документы, вследствие чего он был доставлен в отдел милиции, где его опознал один из его знакомых, который и сообщил сотрудниками милиции его настоящее имя. В отношении Нурмухаммедова были проведены графологическая и дактилоскопическая экспертизы, на основании которых была доказана его причастность к похищениям и убийствам детей. На опознаниях друзья Александра Г. и соседка Максима Т. идентифицировали Амангельды как человека, который знакомился с убитыми и уводил их с собой. После ареста Нурмухаммедов признал свою вину, заявив, что не смог найти в Саратове работу, после чего решил заработать путём похищения детей и получения с них выкупа. Амангельды утверждал, что после похищения держал детей связанными и голодными в подвалах, где подвергал их сексуальному насилию и другим физическим издевательствам. В середине 1995 года Нурмухаммедов отказался от своих признательных показаний и начал демонстрировать признаки психического расстройства, вследствие чего был этапирован в Саратовскую областную психиатрическую больницу для проведения судебно-психиатрической экспертизы на предмет вменяемости. Согласно утверждениям Александра Паращенко, главного врача Саратовской областной психиатрической больницы, психическое состояние Нурмухаммедова в этот период сильно ухудшилось — он находился в реактивном состоянии, отказывался принимать пищу, общаться с окружающими и испражнялся под себя. После этого он был этапирован в «Государственный национальный центр социальной и судебной психиатрии имени Сербского», где на протяжении последующих нескольких месяцев с ним работали специалисты, которые позже вынесли решение о его переводе в медицинское спецучреждение на территории Волгоградской области, где Нурмухаммедов проходил курс лечения до конца 1998 года. В начале 1999 года он был признан способным предстать перед судом, после чего был обратно этапирован в Саратов. 7 апреля 1999 года он получил уголовное наказание в виде 15 лет лишения свободы за совершение 2 убийств детей.

### Убийство в 2010 году
Своё уголовное наказание Нурмухаммедов отбыл полностью и вышел на свободу 6 декабря 2010 года. Через несколько дней, не имея жилья и средств к существованию, он познакомился с 81-летней Екатериной Сухаревой на территории Кировского района Саратова, которая предложила Амангельды переночевать у неё дома. 14 декабря того же года Нурмухаммедов зарезал пожилую женщину, после чего завладел её имуществом и уехал в Москву. Через несколько дней он был задержан сотрудниками отдела милиции № 3 Кировского района и областного угрозыска на одном из железнодорожных вокзалов Москвы, когда садился в поезд, чтобы уехать в Туркмению.

Руководитель следственного отдела Саратова Роман Георгица после задержания Нурмухаммедова заявил, что нет никакой вины сотрудников правоохранительных органов Саратова в ненадлежащем надзоре за Амангельды Нурмухаммедовым после его освобождения из исправительной колонии:
Он должен был вернуться на родину – в Туркмению. Ему, как положено, приобрели билет на поезд. Нурмухаммедов приехал на вокзал, но проспал посадку. Обменять билет без доплаты он не смог и в итоге остался в Саратове. Мужчина поселился в заброшенном доме в Кировском районе. Ему нужны были деньги, поэтому он присмотрел бабушку, у которой могли быть сбережения. И при первой возможности её убил – ударил ножом в шею.

### Дальнейшие признания
После ареста Амангельды признался следователям в совершении убийства Сухаревой и поведал им детали совершения убийств, в совершении которых его никогда не подозревали. Так согласно признательным показаниям Нурмухаммедова, в мае 1994 года он совершил двойное убийство в городе Энгельс. Сначала его жертвой стал знакомый гражданин Туркменистана Давлет Моллаев, с которым он снимал комнату в квартире 83-летней пенсионерки Пелагеи Андриенко. После убийства Моллаева Нурмухаммедов ударил пожилую женщину молотком по голове, затем ножом, после чего нанёс ей удар отвёрткой в висок. От осложнений ранений Пелагея Андриенко вскоре скончалась. Совершив убийства, Нурмухаммедов перебрался в Саратов, где познакомился с 81-летней женщиной по фамилии Давыдова. Нурмухаммедов утверждал, что между ним и пожилой женщиной произошла интимная связь, по окончании которой Давыдова высмеяла его за неопытность, после чего он в приступе гнева и ярости задушил её. В тот же день он совершил попытку убийства 20-летнего внука погибшей, однако молодой человек выдержал удар топором по голове, сумел оказать сопротивление Нурмухаммедову и покинуть живым квартиру, где произошло преступление. Нурмухаммедов заявил, что после неудачного сексуального опыта с Давыдовой женщины его перестали интересовать, вследствие чего его начали привлекать маленькие дети. Несмотря на признательные показания в совершении ещё 3 убийств, во время судебного процесса суд учёл наличие смягчающих наказание обстоятельств (явка с повинной, активное способствование раскрытию преступления), благодаря чему Амангельды Нурмухаммедов во второй раз сумел избежать пожизненного лишения свободы. 25 августа Саратовским областным судом он был приговорён к 25 годам лишения свободы в колонии особого режима за совершение убийств Екатерины Сухаревой, Давлета Моллаева и Пелагеи Андриенко. В соответствии с положением ч. 4 ст.78 УК РФ, Нурмухаммедов был освобождён от уголовной ответственности за совершение убийства Давыдовой и покушения на её внука в связи с истечением сроков давности.